# USフェスティバル
USフェスティバル（アス・フェスティバル）は、1980年代前半に2回行なわれた、音楽と文化のフェスティバル。日本語では「アース・フェスティバル」と表記されることもある。

## 背景
Apple IIの生みの親であるスティーブ・ウォズニアックは、1980年のAppleの株式公開によって、30歳にして1億ドル超の莫大な資産を手にした。1970年代は「ミー・ジェネレーション (en:Me generation)」の時代だったと考えていたウォズニアックは、1980年代が、よりコミュニティ指向になるよう促し、テクノロジーとロック音楽が強く結び付けようと、プロモーター（興行師）のビル・グレアムの参加を得て、「我々を」を意味する「アス (us)」を冠したUSフェスティバル（アス・フェスティバル）を企画した。その1回目は1982年9月のレイバー・デーの週末に、2回目は1983年5月の戦没将兵追悼記念日（メモリアル・デー）の週末に開催された。会場の設営にかかる経費はウォズニアックが負担したため、スポンサー企業の広告なども一切ない、新しい屋外会場と、ほとんど芸術品と言えるほどの仮設ステージが、カリフォルニア州サンバーナーディーノ郡デボア近郊のグレン・ヘレン地方公園に新設された。
会場の跡地にはその後、ブロックバスター・パビリオン (Blockbuster Pavilion)、後のサン・マニュエル・アンフィシアターが建設された。これは2007年現在、アメリカ合衆国最大のアンフィテアトルム（アンフィシアター）である。フェスティバルに使われたステージは、1985年以降はアナハイムのディズニーランドに置かれ、様々な名称で、様々な用途のために使用されてきており、ビデオポリス・ダンス・クラブ (the Videopolis dance club)、ビデオポリス・シアター (the Videopolis Theater) とも呼ばれたが、その後はファンタジーランド・シアターと称されている。

## 1982年のレイバー・デーの週末
気温が華氏110度（摂氏42.5度）に達する中、3日間にわたって開催され、50万人を動員したものの1,200万ドルの損失を出したとされる。（以下、バンド名は出演順）
| - ギャング・オブ・フォー - ラモーンズ - ジ・イングリッシュ・ビート - オインゴ・ボインゴ - B-52's - トーキング・ヘッズ - ポリス | - デイヴ・エドモンズ - エディ・マネー - サンタナ - カーズ - キンクス - パット・ベネター - トム・ペティ&ザ・ハートブレイカーズ | - グレイトフル・デッドとの「朝食」 - ジェリー・ジェフ・ウォーカー - ホイト・アクストン - ジミー・バフェット&ザ・コーラル・リーファー・バンド - ジャクソン・ブラウン - フリートウッド・マック |

## 1983年のメモリアル・デーの週末
3日間にわたって開催され、さらに一週間後に4日目として「カントリー・デー (Country Day)」が開催され、67万人が集まったが、再び1,200万ドルの損失を出したとされ、また、報道によれば開催中に死者2名が出たとされる。
| - ベルリン - ディヴァイナルズ - INXS - ウォール・オブ・ヴードゥー - スタン・リッジリーの在籍最後の出演 - オインゴ・ボインゴ - ジ・イングリッシュ・ビート - フロック・オブ・シーガルズ - ストレイ・キャッツ - メン・アット・ワーク - ザ・クラッシュ - ミック・ジョーンズの在籍最後の出演 - クワイエット・ライオット - モトリー・クルー - オジー・オズボーン - ジューダス・プリースト - トライアンフ - スコーピオンズ - ヴァン・ヘイレン | - ロス・ロボス（サイド・ステージのみ） - リトル・スティーヴン&ザ・ディサイプルズ・オブ・ソウル (Little Steven & The Disciples of Soul) - ベルリン - クォーターフラッシュ - ミッシング・パーソンズ - U2 - プリテンダーズ - ジョー・ウォルシュ - スティーヴィー・ニックス - デヴィッド・ボウイ - スラッシャー・ブラザーズ (Thrasher Brothers) - リッキー・スキャッグス - ハンク・ウィリアムズ・ジュニア - エミルー・ハリス&ザ・ホット・バンド (The Hot Band) - アラバマ - ウェイロン・ジェニングス - ライダーズ・イン・ザ・スカイ - ウィリー・ネルソン |